# مریم کوچکی‌نژاد

مریم کوچکی‌نژاد پژوهشگر و استاد در دانشگاه نورث‌وسترن در اوانستون، ایلینوی ایرانی اهل صومعه‌سرا، گیلان است. او دارای مدرک کارشناسی و کارشناسی ارشد فیزیک از دانشگاه صنعتی شریف، دکتری رفتار سازمانی از دانشگاه یوتا و پسادکتری از مرکز ادموند جی صفرا در دانشگاه هاروارد است.

## زندگی‌نامه
کوچکی‌نژاد زادهٔ صومعه‌سرا در استان گیلان، ایران است. او برادرزادهٔ جبار کوچکی‌نژاد، نمایندهٔ رشت در مجلس شورای اسلامی است.

## حرفه
کوچکی‌نژاد مدرک کارشناسی و کارشناسی ارشد خود در رشتهٔ فیزیک را از دانشگاه صنعنی شریف اخذ کرده‌است. پس از آن در سال ۲۰۱۲ تحصیلات دکتری رفتار سازمانی را در دانشگاه یوتا، و پسادکتری را نیز در مرکز ادموند جی. صفرا در دانشگاه هارواد پشت سر گذاشته‌است.
او از سال ۲۰۱۴ در دانشگاه نورث‌وسترن در اوانستون ایالت ایلینوی به پژوهش مشغول بوده و هم‌اکنون به‌عنوان دانشیار در این دانشگاه مشغول به کار است. او در پژوهش‌های خود متمرکز بر «درک ماهیت پویای تصمیم‌گیری‌های اخلاقی» و «چگونگی تجربهٔ روانی افراد از نظر روانشناسی در برخوردهای اخلاقی روزمره» است.
نتایج پژوهش‌های کوچکی‌نژاد در نشریات دانشگاهی مختلف و نیز در رسانه‌هایی نظیر نیویورک تایمز، وال‌استریت جورنال و هافینگتون پست منتشر شده‌است.
وبگاه Poets & Quants در سال ۲۰۲۰ فهرستی از ۴۰ استاد برتر جوان زیر چهل سال جهان در رشتهٔ مدیریت را منتشر کرد که نام کوچکی‌نژاد نیز به‌همراه علیرضا احمدسیماب در میان این ۴۰ استاد قرار اشت.